# Meta Golding
Meta Golding (Port-au-Prince, 2 novembre 1971) è un'attrice haitiana naturalizzata statunitense.

## Biografia
È figlia di un addetto al pronto soccorso e di una reginetta di bellezza di Haiti ed è cresciuta in vari paesi. Oltre che ad Haiti e negli USA, Golding ha vissuto anche in India, Francia ed Italia. Durante il suo soggiorno in Italia, ha gareggiato come pattinatrice sul ghiaccio della nazionale italiana; terminata la carriera sportiva a causa di un infortunio, incominciò a recitare in teatro.
Ritornò negli USA per frequentare la Cornell University e si è laureata in Arti Teatrali e Relazioni Internazionali. Vive a Los Angeles, California, ma trascorre gran parte del suo tempo libero aiutando i bambini in un orfanotrofio a Tijuana, Messico. Golding parla fluentemente l'inglese, il francese e l'italiano.
La Golding ha partecipato ad alcuni episodi delle serie tv CSI - Scena del crimine, Ally McBeal, Cold Case - Delitti irrisolti e Criminal Minds.

## Filmografia parziale

### Cinema
- Conversations, regia di Eleva Singleton (1995) - cortometraggio
- Lolita - I peccati di Hollywood (Quiet Days in Hollywood), regia di Josef Rusnak (1997)
- Il collezionista (Kiss the Girls), regia di Gary Fleder (1997)
- Louis & Frank, regia di Alexandre Rockwell (1998)
- On Edge, regia di Karl Slovin (2001)
- Il mondo dei replicanti (Surrogates), regia di Jonathan Mostow (2009)
- Hunger Games - La ragazza di fuoco (The Hunger Games: Catching Fire), regia di Francis Lawrence (2013)
- Hunger Games - Il canto della rivolta - Parte 1 (The Hunger Games: Mockingjay - Part 1), regia di Francis Lawrence (2014)
- Hunger Games - Il canto della rivolta - Parte 2 (The Hunger Games: Mockingjay - Part 2), regia di Francis Lawrence (2015)

### Televisione
- Quando si ama (Loving) – serie TV, 5 episodi (1983-1995)
- Ally McBeal – serie TV, episodi 4x18 (2001)
- Crossing Jordan – serie TV, episodi 1x7 (2001)
- Cold Case - Delitti irrisolti (Cold Case) – serie TV, episodi 1x13 (2004)
- JAG - Avvocati in divisa (JAG) – serie TV, episodi 10x14-10x15-10x17 (2005)
- Day Break – serie TV, 13 episodi (2006-2007)
- Dr. House - Medical Division (House M.D.) – serie TV, episodi 3x18 (2007)
- Eli Stone – serie TV, episodi 1x6-1x8 (2008)
- Criminal Minds – serie TV, 8 episodi (2008-2009)
- Lie to Me – serie TV, 1 episodio (2009)
- CSI - Scena del crimine (CSI: Crime Scene Investigation) – serie TV, 5 episodi (2001-2012)
- The Tomorrow People – serie TV, 5 episodi (2013)

## Doppiatrici italiane
Nelle versioni in italiano delle opere in cui ha recitato, Meta Golding è stata doppiata da:
- Giò Giò Rapattoni in Dark Blue, CSI - Scena del crimine (ep. 13x07)
- Tatiana Dessi in Quando si ama
- Monica Ward in Lolita - I peccati di Hollywood
- Ilaria Latini in The District
- Rossella Acerbo in CSI - Scena del crimine (ep. 1x12)
- Marina Guadagno in CSI - Scena del crimine (ep. 6x04, 6x23, 9x01)
- Laura Romano in Day Break
- Irene Di Valmo in Dr. House - Medical Division
- Barbara De Bortoli in Criminal Minds
- Emanuela Damasio in Colony